# 1976 في الفلبين
فيما يلي قوائم الأحداث التي وقعت خلال عام 1976 في الفلبين.

## ظهور
- 1 يناير – نيستلي بير براند

## مواليد

### يناير
- 12 يناير – مارك تيلان لاعب كرة سلة فلبيني.
- 13 يناير – أنطون دل كاستيلو فنان فلبيني.
- 25 يناير – أنابل بوش موسيقية فلبينية.

### فبراير
- 24 فبراير – جوي مينته لاعب كرة سلة فلبيني.

### مارس
- 9 مارس – إيزابيل جرانادا ممثلة فلبينية.[1]

### أبريل
- 21 أبريل – رومل أدوكول لاعب كرة سلة فلبيني.

### مايو
- 21 مايو – نورمان غونزاليس لاعب كرة سلة فلبيني.

### يوليو
- 22 يوليو – نينو أليخاندرو

### أغسطس
- 10 أغسطس – جوانا باسالسو[2]

### سبتمبر
- 21 سبتمبر – علي غوشمين لاعب كرة قدم فلبيني.

### أكتوبر
- 14 أكتوبر – جيجي هيلتيربراند لاعب كرة سلة فلبيني.
- 15 أكتوبر – ألان سالانجسانج لاعب كرة سلة فلبيني.
- 22 أكتوبر – لايدباك لوك

### ديسمبر
- 9 ديسمبر – داني إلديفونسو لاعب كرة سلة فلبيني.
- 10 ديسمبر – كليمنتين موسيقي فلبيني.

## وفيات

### أغسطس
- 4 أغسطس – سمول مونتانا (مواليد 1913) ملاكم فلبيني.